# Wilhelm Erb
Wilhelm Erb (Winnweiler, 30 de novembro de 1840 — Heidelberg, 29 de outubro de 1921) foi um neurologista alemão. Preconizou tratamentos elétricos em pacientes.

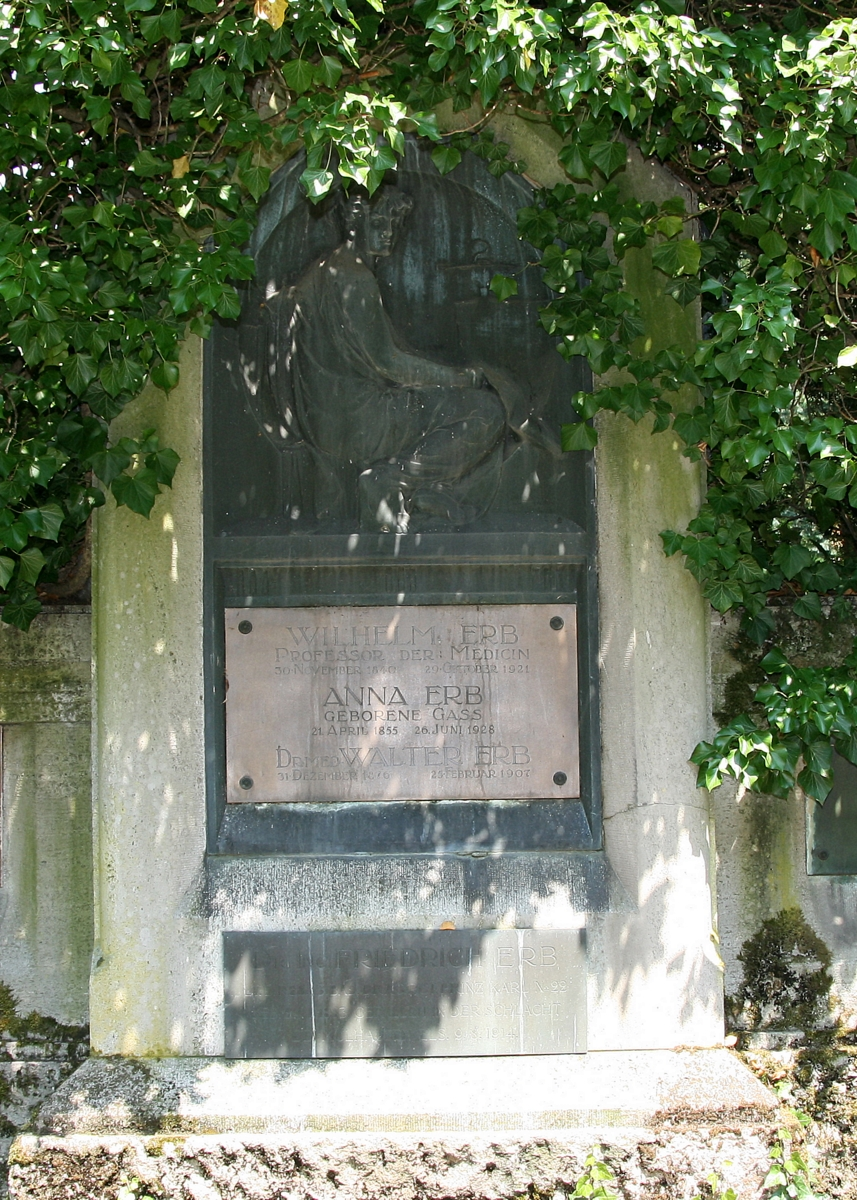
Sepultura de Wilhelm Erb no Bergfriedhof (Heidelberg)

## Publicações selecionadas

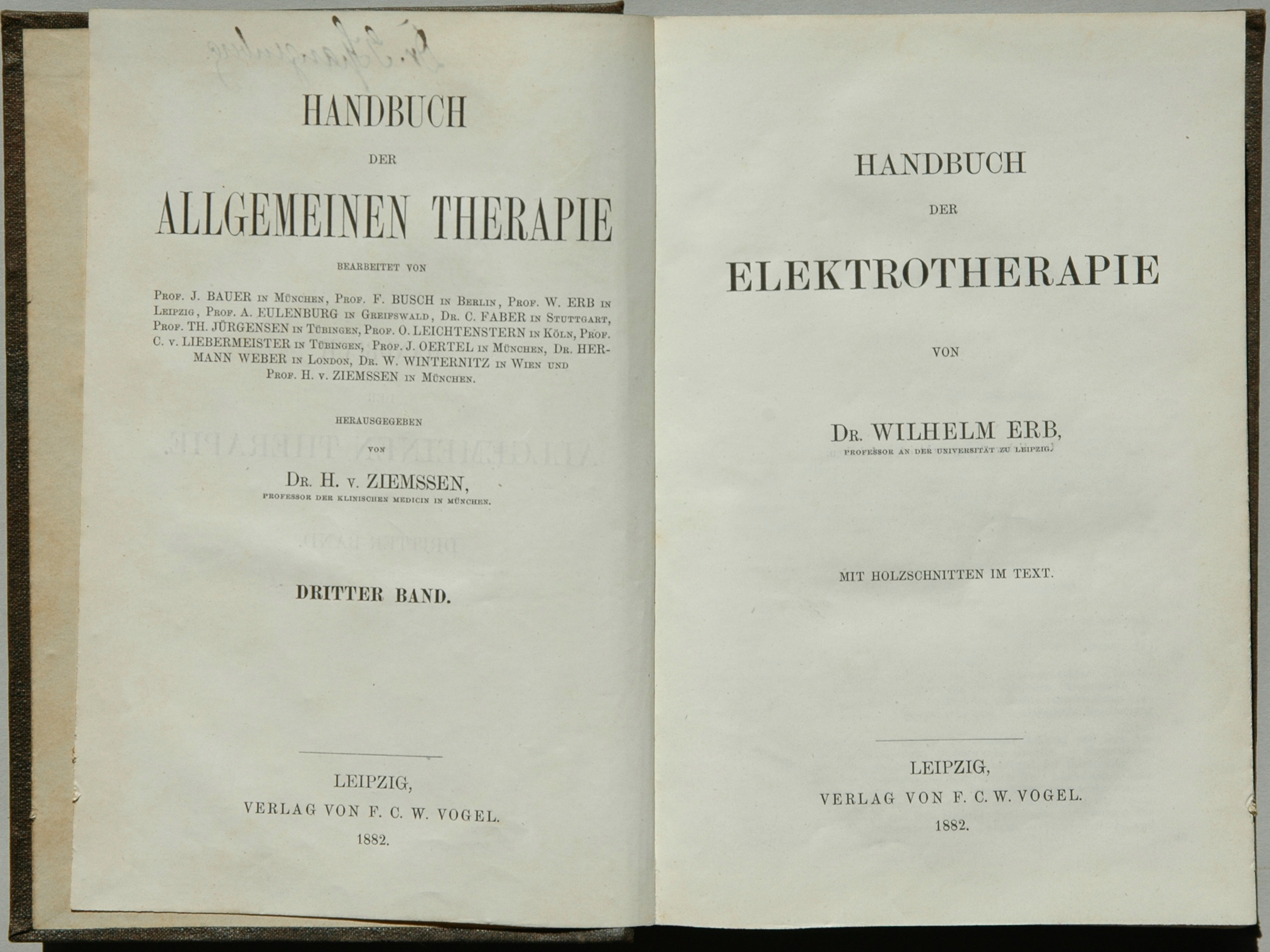
Handbuch der Elektrotherapie

- Zur Pathologie und pathologische Anatomie peripherischer Paralysen, 1867/1868.
- Ueber die Anwendung der Electricität in der inneren Medicin, Leipzig 1872.
- Handbuch der Krankheiten des Nervensystems, 2 Bände, Leipzig 1874 (Erste Fassung).
- Spastische Spinalparalyse, 1875.
- Handbuch der Krankheiten des Nervensystems I. Die Krankheiten des Rückenmarks und verlängerten Marks, Leipzig 1876/78.
- Handbuch der Krankheiten des Nervensystems II. Die Krankheiten der peripheren-cerebrospinalen Nerven, Leipzig 1876/78 (Beide Handbücher erschienen im Rahmen der zwölfbändigen Reihe Handbuch der speciellen Pathologie und Therapie, hrsg. von Hugo von Ziemssen).
- Ueber die neuere Entwicklung der Nervenpathologie und ihre Bedeutung für den medicinischen Unterricht. Vortrag gehalten beim Antritt des Lehramtes an der Universität Leipzig am 16. Juni 1880, Leipzig 1880. (Digitalisat im Internet Archive)
- Handbuch der Elektrotherapie., F. C. W. Vogel, Leipzig 1882. (Digitalisat der 2. Auflage von 1886 im Internet Archive)
- Handbook of Electro-Therapeutics, übers. von L.Putzel, New York 1883. (Digitalisat im Internet Archive)
- Über die wachsende Nervosität unserer Zeit, Heidelberg 1893.
- Die beginnende Klärung unserer Anschauungen über den Begriff der Metasyphilis, Heidelberg 1913.